# Dodd City
La ville américaine de Dodd City est située dans le comté de Fannin, dans l’État du Texas. Elle comptait 369 habitants lors du recensement de 2010.

## Source
- (en) Cet article est partiellement ou en totalité issu de l’article de Wikipédia en anglais intitulé « Dodd City, Texas » (voir la liste des auteurs).